# Protection of Wild Mammals (Scotland) Act 2002
Le Protection of Wild Mammals (Scotland) Act 2002 — en français, Loi de protection des mammifères sauvages (Écosse) de 2002 — est voté par le Parlement écossais en février 2002. Cet acte marque l'interdiction de pratiquer les traditionnelles chasses à courre au renard et au lièvre sur le sol écossais.